# Susan Bailey
Susan Mary Bailey, DBE (* 29. August 1950 in Manchester, England) ist eine britische Psychiaterin und Hochschullehrerin. Sie ist Professorin für psychische Gesundheit bei Kindern an der University of Central Lancashire. 2015 wurde sie Vorsitzende der Academy of Medical Royal Colleges.

## Leben und Werk
Bailey besuchte die Hulme Grammar School for Girls, die Direct grant grammar school in Oldham und die Watford Grammar School for Girls. Sie studierte Medizin an der University of Manchester, wo sie 1973 ihr Studium mit dem Bachelor of Medicine, Bachelor of Surgery (MB ChB) abschloss.
1976 erhielt sie die Nominierung als Member of the Royal College of Psychiatrists (MRCPsych). 1983 wurde sie beratende forensische Psychiaterin für Kinder und Jugendliche bei dem Greater Manchester West Mental Health NHS Foundation Trust.
1993 trat sie als Sachverständige im Mordprozess gegen James Bulger auf. Bailey kam zu dem Schluss, dass einer von den Mördern den Unterschied zwischen richtig und falsch kannte, was dazu führte, dass beide Jungen wegen Mordes verurteilt wurden.
2004 wurde sie Professor of Child Mental Health an der University of Central Lancashire und Senior Research Fellow an der University of Manchester. Von 2001 bis 2005 war sie am Royal College of Psychiatrists Vorsitzende der Fakultät für Kinder und Jugendliche und von 2005 bis 2010 war sie Registrar des Colleges. Vom 30. Juni 2011 bis 2014 war sie Präsidentin des Royal College of Psychiatrists und wurde 2015 Vorsitzende der Academy of Medical Royal Colleges.

## Auszeichnungen und Ehrungen
- 1996: Fellow des Royal College of Psychiatrists (FRCPsych)[3]
- 2002: Honorary Fellow an der University of Surrey
- 2002: Offizier des Order of the British Empire (OBE)[4]
- 2014: Dame Commander of the Order of the British Empire (DBE)[5]

## Veröffentlichungen (Auswahl)
- Psychiatric assessment of the violent children and adolescent towards understanding and safe intervention. In Varma, Ved (ed.). Violence in children and adolescents. Jessica Kingsley Publishers, 1966, ISBN 978-1-85302-344-6.
- mit Mairead Dolan: Adolescent forensic psychiatry. London: Arnold, 2004, ISBN 978-0-340-76389-6.